# ビヨルン・パウルソン
ビヨルン・パウルソン（Bjørn Andreas Paulson、1923年6月21日 - 2008年1月14日）は、ノルウェーの元陸上競技選手、法学者である。彼は、1948年に開催された1948年ロンドンオリンピックの走高跳で銀メダルを獲得した。

## 経歴
1923年にベルゲンで生まれた。祖父は銀行の会計士で文芸評論家、演芸評論家のアンドレアス・パウルソン（en:Andreas Paulson、1861年2月16日 - 1953年3月1日）で、曽祖父は政治家のオーラフ・パウルソン（en:Olav Paulssøn、1822年 – 1896年）だった。彼は地元のスポーツクラブで陸上競技に取り組み、1948年ロンドンオリンピックの走高跳ノルウェー代表に選出された。
ロンドンオリンピックの走高跳には、27人の選手が出場して予選と決勝が7月30日に実施された。予選通過基準は、上位12名及び1メートル87センチ以上の跳躍に成功した選手となっていて、パウルソンを含む合計20名が予選通過を果たした。走高跳の決勝は、折からの雨の中で数時間にわたって続いた。バーの高さは1メートル98センチに上がり、この段階で勝ち残っていたのはパウルソンの他、オーストラリア代表のジョン・ウィンター、アメリカ合衆国代表のジョージ・スタニクとドワイト・エデルマン（en:Dwight Eddleman）、フランス代表のジョルジュ・ダミティオ（en:Georges Damitio）の5人に絞られていた。ウィンターのみが試技の1回目で跳躍に成功し、金メダルを獲得した。ほかの4選手は、当初全員が銀メダル獲得とされたが、その後結果が訂正されてパウルソン銀メダル、スタニク銅メダル、4位エデルマン、5位ダミティオの順位となった。
ロンドンオリンピックと同じ年の1948年に走高跳のノルウェーチャンピオンとなり、8月にトロンハイムで開催された試合で、生涯最高記録となる1メートル96センチを記録している。1953年に警察本部長の職に就き、1967年から1993年にかけて検察官を務めた。2008年にシーエンで死去した。